# Esparnoteriodòntids
Els esparnoteriodòntids (Sparnotheriodontidae) són una família extinta de mamífers litopterns (antigament classificats entre els condilartres) que visqueren a l'Antàrtida i Sud-amèrica des del Paleocè superior fins al Miocè inferior, fa entre 33,9 i 56 milions d'anys. Se n'han trobat restes fòssils a l'Argentina i la península Antàrtica. Eren ungulats de mida mitjana dotats d'una dentadura plesiomorfa de tipus lofoselenodont i dents canines de dimensions considerables.